# Niemelänjärvi
Niemelänjärvi är en sjö i Finland. Den ligger i kommunen Hyrynsalmi i landskapet Kajanaland, i den centrala delen av landet, 500 km norr om huvudstaden Helsingfors. Niemelänjärvi ligger 162,8 meter över havet. Den är 22 meter djup. Arean är 2,21 kvadratkilometer och strandlinjen är 13,11 kilometer lång. Sjön  ingår i Uleälvens huvudavrinningsområde.   
I övrigt finns följande i Niemelänjärvi:
- Katajasaari (en ö)
- Peltosaari (en ö)